# God Damn Evil
God Damn Evil è il dodicesimo album in studio del gruppo musicale statunitense Stryper, pubblicato il 20 aprile 2018 dalla Frontiers Records.

## Tracce
1. Take It to the Cross – 4:55
2. Sorry – 3:55
3. Lost – 3:43
4. God Damn Evil – 4:05
5. You Don't Even Know Me – 4:10
6. The Valley – 4:14
7. Sea of Thieves – 3:40
8. Beautiful – 4:01
9. Can't Live Without Your Love – 4:44
10. Own Up – 3:43
11. The Devil Doesn't Live Here – 3:25

## Formazione
- Michael Sweet – voce, chitarra
- Oz Fox – chitarra, cori
- Perry Richardson – basso, cori
- Robert Sweet – batteria, cori